# (33805) 1999 XQ36
(33805) 1999 XQ36 est un astéroïde de la ceinture principale d'astéroïdes découvert en 1999.

## Description
(33805) 1999 XQ36 a été découvert le 7 décembre 1999 à l'observatoire de Fountain Hills, une localité du comté de Maricopa en Arizona (États-Unis), par Charles W. Juels.

### Caractéristiques orbitales
L'orbite de cet astéroïde est caractérisée par un demi-grand axe de 2,28 ua, un périhélie de 2,07 ua, une excentricité de 0,09 et une inclinaison de 6,34° par rapport à l'écliptique. Du fait de ces caractéristiques, à savoir un demi-grand axe compris entre 2 et 3,2 ua et un périhélie supérieur à 1,666 ua, il est classé, selon la JPL Small-Body Database, comme objet de la ceinture principale d'astéroïdes.

### Caractéristiques physiques
(33805) 1999 XQ36 a une magnitude absolue (H) de 14,1 et un albédo estimé à 0,072.